# Ve jménu půdy
Ve jménu půdy (v originále Au nom de la terre) je francouzský dramatický film z roku 2019, který režíroval Édouard Bergeon. Film měl premiéru na festivalu frankofonních filmů v Angoulême dne 21. srpna 2019.

## Děj
V roce 1979 se 25letý Pierre Jarjeau vrací z Wyomingu, kde měl praxi na velkém dobytčím ranči, aby ve Francii převzal rodinnou farmu.
V roce 1996 se Pierre a Claire mají dvě dospívající děti, farma se rozšířila, zvýšila se mechanizace plodin a původní chov ovcí ustoupil výnosnějšímu chovu koz. Dluhy se ale nahromadily. Claire se rozhodne, že kromě správy farmy, které se z velké části ujala, a domácích prací, bude dělat účetnictví právníkovi.
Pierre chce zahájit chov kuřat. Drůbežářská společnost, se kterou spolupracuje, mu radí, aby myslel ve velkém a postavil novou, plně automatizovanou halu pro kuřata. K tomu je ale potřeba nový úvěr, který banka bez problémů poskytne.
Věci ale nejdou podle plánu, automatizace selhává a Pierre a Claire jsou vyčerpaní. Otec mu vyčítá, že ho neposlouchal, otec a syn jsou stejně tvrdohlaví. To nejhorší teprve přijde, když kozí stáj vyhoří.
Pierre se zhroutí. Po několika měsících se Claire rozhodne nechat ho internovat, jak jí radí lékař. Nesmí se stýkat s Claire ani s dětmi, což je podmínka úspěchu léčby. Po  čase se vrací vyléčený a zdánlivě šťastný. Přesto se rozhodne ukončil svůj život.

## Obsazení
| Guillaume Canet      | Pierre Jarjeau                |
| Veerle Baetens       | Claire Jarjeau                |
| Anthony Bajon        | Thomas Jarjeau                |
| Rufus                | Jacques Jarjeau, Pierrův otec |
| Samir Guesmi         | Mehdi                         |
| Marie-Christine Orry | Martine Jarjeau               |
| Solal Forte          | Rémi                          |
| Michel Lerousseau    | lékař                         |
| Emmanuel Courcol     | notář                         |
| Christophe Rossignon | bankéř                        |
| Gilles Kneusé        | psychiatr                     |

## Ocenění
- Festival frankofonních filmů v Angoulême: nejlepší herec (Anthony Bajon); nominace v kategoriích nejlepší scénář (Édouard Bergeon) a filmová hudba (Thomas Dappel)
- César: nominace v kategoriích nejlepší filmový debut (Édouard Bergeon), nejslibnější herec (Anthony Bajon), César du public